# 城戸嘉世子
城戸嘉世子（きど かよこ、1930年1月23日 - 没年不明）は、日本の政治運動家。教育評論家。実業家。教育党元党首。

## 経歴・人物
- 福岡県出身。父は元自由民主党衆議院議員。九州商科大学（現・九州産業大学）商学部卒業。同大学にて教員免許を取得する。朝日新聞宮崎支局に10年間勤務。
- 1955年に結婚し、夫との間に3人の子を儲ける。その後民社党に入党。10年間党籍を置き活動し、同党福岡県連執行委員を務めた。教育研究会社城戸シントコンスを設立し代表取締役社長。佐賀家政大学教職課程・南九州大学教職課程・九州産業大学教職課程に入り直すなどして高等学校政治経済・倫理・地理・工業・農業・商業・水産・家庭科及び中学校社会・家庭科の教員免許や調理師・美容師など合計15の国家資格を取得した。
- 1977年6月、民社党を離党し榎美沙子による日本女性党の結党に参加（中ピ連には不参加）。同年7月、第11回参議院議員通常選挙全国区に日本女性党公認で立候補し落選（102人中92位、18839票）。供託金没収。
- 1980年7月、第12回参議院議員通常選挙全国区に無所属で立候補し落選（103人中79位、24916票）。供託金没収。
- 1983年5月、参議院選挙に比例代表制が導入されたことを受け、自ら教育党を結成し党首となる。日本私塾会会長長沢兵庫の支援を受ける。同年7月、第13回参議院議員通常選挙比例代表区に教育党の名簿搭載順位第1位で立候補し落選。教育党は選挙区にも9人の候補者を擁立するも全員落選。
- 以後1986年7月の第14回参議院議員通常選挙、1989年7月の第15回参議院議員通常選挙、1992年7月の第16回参議院議員通常選挙、1995年7月の第17回参議院議員通常選挙においていずれも比例代表区に教育党の名簿搭載順位第1位で立候補し落選。また選挙区にも9人の教育党公認候補を擁立するも全員落選。
- 1986年7月の第14回参議院議員通常選挙では福岡県選挙区に長男の城戸康孝を擁立したが落選。1989年7月の第15回参議院議員通常選挙では埼玉県選挙区に長女城戸裕子（現、芦名裕子）を擁立したが落選した。1992年7月の第16回参議院議員通常選挙では芦名を福岡県選挙区に擁立したが落選。更に1995年7月の第17回参議院議員通常選挙では芦名を神奈川県選挙区に擁立したが落選した。城戸康隆・芦名裕子は教育党事務局長を務めていた。
- 1995年に行われた供託金の増額や無料広告の制限（確認団体であっても得票率1%未満の場合は実費負担）により政治資金の面から選挙立候補が不可能となり、1998年7月の第18回参議院議員通常選挙への立候補を断念した。この時朝日新聞の取材に応じ、「気力がなくなった」と語り政治活動からの引退を表明。間もなく教育党を解散した。
- 1999年芦屋大学教育学部客員教授。2001年同大学定年退職。立志舘大学経営学部教授。2003年同大学の閉学に伴い退職。